# 3月18日
3月18日是公历一年中的第77天（闰年第78天），离全年的结束还有288天。

## 大事记

### 19世紀以前
- 363年：羅馬發生了一場大火，導致巴拉丁諾山阿波羅神廟被毀。
- 1277年：安茹的查理以一大筆錢換取對耶路撒冷王國的所有權。
- 1314年：法國卡佩王朝國王腓力四世以火刑處死聖殿騎士團最後一任大團長雅克·德·莫萊。
- 1357年：元朝末年红巾军刘福通部将领毛贵攻下胶州（今山东胶州）。
- 1438年：在西吉斯蒙德逝世后，德意志选帝侯选举阿尔布雷希特二世继任罗马人的国王。

### 19世紀
- 1850年：美国运通成立。
- 1871年：由于法国在普法战争中惨败，国民自卫军成员在巴黎建立短暂政权巴黎公社。
- 1900年：阿贾克斯足球俱乐部成立。

### 20世紀
- 1913年：統治希臘近50年的希臘國王喬治一世在塞薩洛尼基遇刺身亡，王儲康斯坦丁一世繼承王位。
- 1921年：波兰、俄罗斯、乌克兰在拉脱维亚里加签署确定边界的《里加和约》，波苏战争结束。
- 1922年：印度民族主义运动领袖圣雄甘地因实行不合作运动而被判监禁6年。
- 1926年：中国北平的学生和市民举行游行示威，北洋政府武力镇压，造成47人死亡，三·一八惨案发生。
- 1926年：希腊的国家科学院，最高研究机构雅典科学院成立。
- 1926年：中國廣州發生“中山舰事件”。
- 1939年：匈牙利王國佔領喀爾巴阡烏克蘭。
- 1950年：中共中央发布关于镇压反革命活动的指示。
- 1959年：藏區騷亂：第十四世達賴喇嘛在西藏拉薩的色拉寺避難後，中國軍隊轟炸了該寺院，造成嚴重破壞，數百名比丘喪生。
- 1962年：法国和阿尔及利亚在法国的埃維昂萊班签订停火协议，阿爾及利亞戰爭结束。
- 1965年：苏联太空人阿列克谢·列昂诺夫在上升2号任务中，成为首位进行舱外活动的人类。
- 1970年：柬埔寨政客朗诺、施里玛达在美国支持下发动政变废黜正在苏联访问的西哈努克亲王，西哈努克亲王流亡中国。柬埔寨新政府软禁西哈努克的母亲哥沙曼王后。
- 1975年：已故希臘船王歐納西斯下葬。
- 1978年：中华人民共和国全国科学大会在北京人民大会堂开幕。
- 1983年：中国四川卧龙国家级自然保护区建立。
- 1990年：德意志民主共和國（東德）舉行最後一次選舉。
- 1996年：台灣第一次總統直選在即，台灣海峽形勢緊張，中國人民解放軍南京軍區在台海舉行三軍聯合演習。
- 1997年：南昆铁路全线铺通。
- 1999年：台湾台北市正式率先啟用行人倒數計時顯示器，俗稱小綠人。

### 21世紀
- 2000年：中華民國第2次總統民選，民進黨候選人陳水扁以不足半數得票當選，形成中華民國政治史上首次政黨輪替。
- 2004年：山东省即墨市举办了一次盛大的“祭海节”活动。
- 2014年：不滿政府簽署《海峽兩岸服務貿易協議》的臺灣學生與群眾佔領立法院議場，太陽花學運爆發。
- 2014年：俄羅斯與克里米亞共和國在克里姆林宮簽署條約，宣稱克里米亞正式加入俄羅斯。
- 2019年：香港港鐵發生列車相撞事故，兩列荃灣綫列車於中環站附近相撞，受事故影響荃灣綫列車服務只能由荃灣站來往金鐘站。
- 2019年：敘利亞內戰：美國空軍在上巴古斯實施空襲，造成64名平民死亡。
- 2022年：位於土耳其達達尼爾海峽的1915恰納卡萊大橋正式通車，取代日本明石海峽大橋成為世界最長的吊橋。
- 2022年：纪念俄罗斯吞并克里米亚八周年的大型集会“为了一个没有纳粹主义的世界”在俄罗斯首都莫斯科卢日尼基体育场举行。

## 出生
- 1690年：克里斯蒂安·哥德巴赫，德國數學家（1764年逝世）
- 1704年：愛新覺羅弘時，清朝雍正帝第三子（1727年逝世）
- 1782年：约翰·卡德威尔·卡尔霍恩，美国政治人物，第7任美國副總統（1850年逝世）
- 1802年：三條實萬，日本幕末公卿（1859年逝世）
- 1828年：威廉·兰德尔·克里默，英国政治家、社會活動家，1903年诺贝尔和平奖得主（1908年逝世）
- 1834年：江藤新平，日本政治人物（1874年逝世）
- 1837年：格罗弗·克利夫兰，美國政治人物，第22、24任美国总统（1908年逝世）
- 1839年：約瑟夫-埃米爾·巴比爾，法國天文學家、數學家（1889年逝世）
- 1842年：斯特凡·馬拉美，法國詩人、文學評論家（1898年逝世）
- 1844年：尼古拉·里姆斯基-科萨科夫，俄罗斯作曲家（1908年逝世）
- 1845年：亨利·胡魯魯·皮特曼，美國聯邦軍士兵（1863年逝世）
- 1847年：威廉·奧康奈爾·布拉德利，美國政治家，曾任肯塔基州州長、聯邦參議員（1914年逝世）
- 1848年：路易丝公主，英国王室（1939年逝世）
- 1858年：魯道夫·狄塞爾，德國工程師，柴油發動機的發明者（1913年逝世）
- 1869年：内维尔·张伯伦，英國首相（1940年逝世）
- 1877年：愛德加·凱西，美國預言家（1945年逝世）
- 1877年：克林·希爾，澳大利亞職業板球運動員（1945年逝世）
- 1889年：喬治·亞歷山大·克林斯，比利時音樂家，鐵達尼號小提琴手（1912年逝世）
- 1893年：白崇禧，中國军事人物（1966年逝世）
- 1903年：埃·奧·卜勞恩，德國漫畫家（1944年逝世）
- 1907年：雅科夫·朱加什維利，蘇聯陸軍中尉（1943年逝世）
- 1928年：菲德爾·瓦爾迪斯·羅慕斯，菲律賓政治人物，第12任菲律賓總統（2022年逝世）
- 1928年：里納特·卡爾松，瑞典數學家
- 1933年：細江英公，日本攝影師（2024年逝世）
- 1936年：弗雷德里克·威廉·戴克拉克，南非政治家，第7任南非國家總統及第1任南非副總統，1993年諾貝爾和平獎得主（2021年逝世）
- 1938年：沙希·卡浦爾，印度演员和导演（2017年逝世）
- 1941年：黃霑，香港填詞人、作曲人、廣告人、作家、藝人（2004年逝世）
- 1941年：鄭國江，香港填詞人
- 1947年：黛博拉·利普斯塔特，美國歷史學家、外交官
- 1950年：奧田瑛二，日本男演員、導演
- 1951年：小佐田潔，日本法官
- 1952年：薩洛梅·祖拉比什維利，喬治亞政治人物，現任喬治亞總統
- 1955年：安多尼·納吉布，埃及天主教樞機（2022年逝世）
- 1957年：拉娜·帕塔克，印度女演員、導演
- 1958年：姆巴伊·迪亞涅，塞內加爾軍人（1994年逝世）
- 1958年：馮小剛，中國導演
- 1958年：何式凝，香港大學社會工作及社會行政學系副教授
- 1959年：吕克·贝松，法国導演
- 1960年：季炳雄，香港悍匪、罪犯
- 1962年：豐川悅司，日本演員
- 1963年：菅野洋子，日本作曲家、編曲家、音樂製作人
- 1964年：金井美香，日本女性聲優
- 1966年：蔡幸娟，台灣歌手
- 1967年：楠大典，日本男性聲優
- 1968年：胡軍，中國演員
- 1968年：張錫銘，台灣罪犯
- 1968年：三木真一郎，日本男性聲優
- 1969年：瓦西里·伊万丘克，乌克兰国际象棋选手
- 1970年：拉蒂法女皇，美國饒舌歌手、模特兒、女演員
- 1971年：鄭埻夏，韓國喜劇演員、主持人
- 1972年：鄭麗麗，香港資深女配音員
- 1976年：范瑋琪，台灣歌手
- 1976年：本多RuRu，中國女歌手
- 1976年：大家友和，日本棒球選手
- 1977年：丹尼·梅菲，英格蘭足球運動員
- 1977年：威利·萨尼奥尔，法国足球運動員
- 1977年：ZUN，日本同人遊戲創作者
- 1977年：史考特·德瑞森，美國導演、編劇、製片人
- 1978年：黃泆潼，香港演員
- 1978年：布萊恩·斯卡拉布萊恩，前NBA職業籃球員
- 1979年：亞當·列維，美國歌手、吉他手
- 1980年：索菲亞·邁爾斯，英國女演員
- 1980年：阿列克谢·亚古丁，俄羅斯花樣滑冰運動員
- 1980年：娜塔莉亚·波克隆斯卡娅，克里米亞共和國總檢察長
- 1981年：張娜拉，韓國演員、歌手
- 1981年：羅志焜，香港足球運動員
- 1982年：謝坤達，台灣艺人
- 1982年：吉井怜，日本艺人
- 1982年：提摩·格洛克，德國F1賽車手
- 1983年：安迪·索納斯汀，美國棒球選手
- 1984年：麥浚龍，香港男歌手
- 1987年：馬路·沙拉迪，阿根廷足球運動員
- 1987年：丽贝卡·索尼，美國女子游泳运动員
- 1989年：西野加奈，日本女歌手
- 1989年：莉莉·柯林斯，美國演員
- 1990年：黃永棋，香港男子羽球運動員
- 1991年：伊藤節生，日本男性聲優
- 1991年：皮埃爾-于格·埃貝爾，法國職業網球運動員
- 1993年：钟楚曦，中國女演員
- 1995年：謝芷蕙，香港嫩模
- 1995年：上西惠，日本偶像團體NMB48成員
- 1996年：王以綸，台灣男子偶像團體SpeXial成員
- 1996年：朱正廷，中國男子偶像團體NINE PERCENT成員、樂華七子隊長
- 1997年：侯志慧，中國女子舉重運動員
- 1997年：呂艾克·尤旺尼，紐西蘭橄欖球運動員
- 1998年：連淮偉，中國男子偶像團體IXFORM成員
- 1998年：深田詠美，日本AV女優、YouTuber
- 1998年：米爾蒂亞季斯·滕托格盧，希臘男子田徑運動員
- 1999年：迪奧戈·達洛特，葡萄牙男子足球運動員
- 2000年：楊肸子，中國女演員
- 2004年：李在希，韓國女子偶像團體Weeekly成員
- 生年不詳：杉山優斗，日本男性聲優
- 生年不詳：唯野朱里，日本女性聲優
- 生年不詳：八神結香，日本女性聲優

## 逝世
- 978年：殉教者愛德華，英格蘭國王（962年出生）
- 1314年：雅克·德·莫萊，聖殿騎士團最後一任大團長（1243年出生）
- 1584年：伊凡四世，莫斯科大公，俄罗斯历史上第一位沙皇（1530年出生）
- 1745年：罗伯特·沃波尔，英國政治家，被普遍認為是史上第一位英國首相（1676年出生）
- 1856年：砵甸乍爵士，第一任香港總督（1789年出生）
- 1898年：近衛忠熙，日本幕末公卿（1808年出生）
- 1899年：奧斯尼爾·查爾斯·馬許，美國古生物學家（1831年出生）
- 1907年：班傑明·富蘭克林·蒂利，美國海軍職業軍官（1848年出生）
- 1913年：喬治一世，希臘國王（1845年出生）
- 1926年：刘和珍，北京女子师范大学学生，三·一八慘案受難者之一（1904年出生）
- 1932年：馬爾戈·卡托迪克羅摩，荷屬東印度記者、作家（1890年出生）
- 1935年：詹如柏，中國共產黨領導人物（1902年出生）
- 1936年：埃萊夫塞里奧斯·韋尼澤洛斯，希臘政治家，曾出任7次希臘首相（1864年出生）
- 1947年：高橋伊望，日本海軍中将（1888年出生）
- 1947年：盧園，臺灣教師，二二八事件受難者（1921年出生）
- 1964年：諾伯特·維納，美國應用數學家（1894年出生）
- 1977年：馬里安·恩古瓦比，刚果前總統、剛果勞動黨创始人（1938年出生）
- 1980年：埃里希·弗洛姆，美国思想家（1900年出生）
- 1983年：翁貝托二世，義大利國王（1904年出生）
- 1996年：奥德修斯·埃里蒂斯，希腊诗人，1979年诺贝尔文学奖得主（1911年出生）
- 2003年：亞當·奧斯本（英语：Adam Osborne），英國電腦科學先驅（1939年出生）
- 2008年：安东尼·明格拉，英國电影导演、编剧（1954年出生）
- 2009年：娜塔莎·李察遜，英國女演員（1963年出生）
- 2011年：沃倫·克里斯托弗，美國律師、外交官（1925年出生）
- 2015年：蔣仲苓，台灣前國防部長（1922年出生）
- 2015年：赵达裕，前中国国家足球队球员（1961年出生）
- 2016年：龔照勝，台灣前金管會主任委員（1955年出生）
- 2018年：李敖，台湾作家、政治评论员（1935年出生）
- 2022年：唐·揚，美國政治人物，曾任阿拉斯加州眾議院議員（1933年出生）
- 2024年：托馬斯·斯塔福德，美國太空人（1930年出生）
- 2025年：川浪葉子，日本女性聲優（1957年出生）

## 节假日与习俗
- 中华人民共和国：全国爱肝日
- 土耳其：烈士節
- 蒙古国：軍人節（英语：Mongolian military day）
- 印度：兵工廠日
- 阿鲁巴：旗幟日